# Jasmin Duehring
Jasmin Duehring-Glaesser (Paderborn, 8 juli 1992) is een als Duitse geboren Canadees baan- en wegwielrenster.  Glaesser is geboren als Duitse maar ze komt vanaf 2011 uit voor Canada. Na haar huwelijk met de Amerikaanse wielrenner Jacob Duehring heeft ze de achternaam Duehring aangenomen.
Duehring eerste internationale competitie voor Canada waren de Pan-Amerikaanse Spelen in 2011 waar ze met de Canadese ploeg de ploegenachtervolging won. In 2015 won ze de wegwedstrijd en opnieuw de ploegenachtervolging op de Pan-Amerikaanse Spelen in Toronto.
Duehring nam deel aan de Olympische Zomerspelen van 2012 in Londen ze won daar een bronzen medaille op de ploegenachtervolging, vier jaar later tijdens de Spelen van 2016 behaalde ze opnieuw een derde plaats op de ploegenachtervolging.

## Overwinningen

### Wegwielrennen
2010
 Canadees kampioenschap wielrennen op de weg, junior dames
 Canadees kampioenschap tijdrijden, junior dames
2015
 Pan-Amerikaanse Spelen, wegwedstrijd
 Pan-Amerikaanse Spelen, tijdrit
2016
2e etappe Ronde van de Gila
2018
3e etappe Redlands Bicycle Classic

### Baanwielrennen
| Jaar      | CK                                            | PK                                                 | WK                                 | Overig                                                                               |
| Als elite | Als elite                                     | Als elite                                          | Als elite                          | Als elite                                                                            |
| --------- | --------------------------------------------- | -------------------------------------------------- | ---------------------------------- | ------------------------------------------------------------------------------------ |
| 2011      |                                               |                                                    |                                    | Pan-Amerikaanse Spelen: ploegenachtervolging                                         |
| 2012      |                                               |                                                    | puntenkoers · ploegenachtervolging | Olympische Spelen: ploegenachtervolging                                              |
| 2013      |                                               |                                                    | ploegenachtervolging               | WB Aguascalientes: ploegenachtervolging                                              |
| 2014      | achtervolging · ploegenachtervolging          | achtervolging · puntenkoers                        | ploegenachtervolging · puntenkoers | WB Guadalajara: ploegenachtervolging                                                 |
| 2015      | achtervolging · ploegenachtervolging · omnium |                                                    | ploegenachtervolging               | Pan-Amerikaanse Spelen: ploegenachtervolging, omnium · WB Cali: ploegenachtervolging |
| 2016      |                                               | ploegenachtervolging · puntenkoers · achtervolging | ploegenachtervolging · puntenkoers | WB Hongkong: ploegenachtervolging · Olympische Spelen: ploegenachtervolging          |
| 2017      | ploegenachtervolging · koppelkoers · scratch  |                                                    |                                    |                                                                                      |
| 2018      |                                               |                                                    | puntenkoers                        |                                                                                      |
| 2019      |                                               |                                                    |                                    |                                                                                      |